# Gökhan Tepe
Gökhan Tepe (* 8. Februar 1978 in Istanbul) ist ein türkischer Popmusiker und Songwriter.

## Karriere
Seine Musikkarriere begann im Jahr 1996 mit der Single Bayıldım und dem dazugehörigen Musikvideo. Im Jahr 2006 gelang ihm mit dem Album Yürü Yüreğim ein erfolgreiches Comeback.
In seiner bisherigen Musiklaufbahn machte er mit weiteren zahlreichen Hits wie Vur, Çok Özlüyorum Seni, Birkaç Beden Önce, Söz, Adı Aşk Olsun oder  Gelsen De Anlatsam auf sich aufmerksam.

## Diskografie

### Alben
- 1996: Çöz Beni
- 1999: Canözüm
- 2002: Belki Hüzün Belki De Aşk
- 2006: Yürü Yüreğim
- 2009: Vur
- 2011: Aşk Sahnede
- 2012: Kendim Gibi
- 2015: Seninle Her Yere
- 2018: #Yaz2018

### Singles
| - 1996: Bayıldım - 1996: Dönmem - 1996: Aşk Belası - 1997: Zor Gelir - 1997: Çöl Çiçeğim - 1999: Canözüm - 1999: Sevmeler Yasak Bana - 1999: Seni Bana Vermediler - 2002: Annem - 2002: Ben Delinin Biriyim - 2002: Belki Hüzün Belki De Aşk - 2006: Yürü Yüreğim - 2006: İnsanoğlu - 2006: Gel Aşkım - 2006: Kaç Kere - 2009: Vur - 2009: Çok Özlüyorum Seni - 2009: Söyleyemem Derdimi Kimseye (mit Serkan Çağrı) - 2009: Güller Arasında (mit Serkan Çağrı & Hazal) - 2010: Nefretimi Unuttum (mit Asu Maralman) - 2010: Birkaç Beden Önce - 2011: Kırmızı Halı - 2011: Yalan Olur - 2011: Söz - 2012: Tanrım Dert Vermesin - 2013: Üç Kelime | - 2013: Adı Aşk Olsun - 2013: Veda Makamı - 2014: Gelsen De Anlatsam - 2015: Kader - 2015: Günahın Bende - 2015: Beni Derde Salan Gelsin - 2015: Sonsuza Kadar - 2016: Seninle Her Yere - 2016: Manolyam - 2016: Neler Mi İstiyorum? - 2017: Sevda Çocukları (Cameoauftritt von Ayla Çelik & Beyazıt Öztürk) - 2018: Yak Ateşinle - 2018: O Şarkı - 2019: Kal Biraz Daha - 2019: Unuturuz İnşallah - 2019: Asmalı - 2022: Aşık Kalbin Biliyor - 2023: Eylül'de Gel - 2023: Aşık (mit Kafadar) - 2023: Belki Hüzün Belki De Aşk 2023 - 2023: Huysuz ve Tatlı Kadın (mit Emel Şenocak) - 2023: Gönül Çiçeğim - 2024: Sen Söyle Hayat - 2025: Efkârlı - 2025: Derde Aşık Olmuşuz |

### Gastauftritte
- 1996: Dudaklarımda Sevdan (von Zeynep – Hintergrundstimme)
- 1997: Hasret (von Pınar Aylin – Hintergrundstimme)
- 2001: Ağlama (von Faruk K. – Hintergrundstimme)
- 2012: Türkan (von Demet Akalın – Hintergrundstimme)
- 2016: Çağırma Lütfen (von Aşkın Nur Yengi – Hintergrundstimme)
- 2016: Aynalı Dolap (von Ayla Çelik – Hintergrundstimme)
- 2020: Parti - Şiki Şiki Baba (von Beyazıt Öztürk & Ayla Çelik – Musikvideo)

### Songwriting (Auswahl)
- 2017: Kuzum (von Bengü)
- 2017: Bazı Aşklar Yarım Kalmalı (von İrem Derici)
- 2019: Esiyor (von Demet Akalın)

## Filmografie
Filme
- 2012: Ayaz

Serien
- 1998: Eyvah Babam
- 2000: Benim İçin Ağlama
- 2006: Maçolar
- 2007: Elveda Derken

## Auszeichnungen
- 2013: Altın Kelebek Award in der Kategorie Song des Jahres (für Türkan)